# شهرستان نووبوراسکی
شهرستان نووبوراسکی (به لاتین: Novoburassky District) یک شهرستان در روسیه است که در استان ساراتوف واقع شده‌است.